# 餓狼傳說 群狼之城
《饿狼传说 群狼之城》是一款由SNK旗下工作室KOF Studio制作，SNK发行的3D格斗游戏。于2025年4月24日在PlayStation 4, PlayStation 5, Windows以及Xbox Series X/S平台发售。是继上一作《餓狼 群狼之證》之后26年以来饿狼传说系列的最新作品，剧情直接延续前作故事。游戏发行后，收获评论媒体的普遍好评。

## 故事简介
在“格斗之王：极限混乱（King of Fighters: Maximum Mayhem）”大赛的一年后， 洛克·霍华德与卡恩·R·海莱因通过调查确定了玛丽·海莱因的下落。麥莉·海莱因是洛克的母亲，也是卡恩的妹妹，据信已经去世。他们得知Mr.BIG将玛丽·海莱因囚禁，并要求洛克已故父亲吉斯·霍华德的遗产作为赎金。洛克找到吉斯的前左右手比利·凯恩，凯恩透露，吉斯的遗产中包括“秦秘传书”卷轴，这本是吉斯在临终前下令销毁的遗物，但比利一直将其保留。比利同意将卷轴交给洛克，但卷轴却被一个身份不明的人偷走了。
几天后，弗朗兹·施特罗海姆（Franz Stroheim）发出邀请，邀请人们在第二南镇举办一场新的格斗之王大赛，奖品就是被盗的卷轴。比赛期间，卡恩及比利与Mr.BIG谈判，确保麥莉安全归来，并保护她免受Mr.BIG的前手下杰克·特纳（Jack Turner）的侵害。洛克则与养父特瑞·博加德重逢，并最终赢得了比赛。当其他人带着玛丽返回吉斯塔时，杰克出现袭击Mr.BIG，并打伤麥莉。洛克目睹这一切，强烈的情感与“秦秘传书”产生了共鸣，他被附身，迫使特瑞等人与他决斗。
战斗中，洛克和比利经历了幻觉，得知吉斯为了躲避敌人而留下麥莉和洛克，而“秦秘传书”上的诅咒使得秦氏家族的后裔被祖先附身；由于吉斯的父亲鲁道夫·克劳萨·冯·施特罗海姆（Rudolph Krauser von Stroheim）是秦氏家族的后裔，因此他下令销毁卷轴以保护洛克。洛克被击败后恢复正常，在其他人焚烧卷轴的同时，他欣喜地与母亲团聚。之后，麥莉与卡恩一起生活，比利同意妥善保管吉斯的遗产。特瑞相信洛克现在已经足够强大，可以独立生活，于是回到了南镇。洛克感谢特瑞抚养他长大，并承诺会再次见面。

## 登场角色
本作的首发角色共17位，另外还将有5名角色作为第一季的DLC内容加入 。与前作《群狼之证》几乎全部采用全新角色不同，本作《群狼之城》在加入若干全新角色的同时，仍会保留系列早期标志性角色。同时兄弟游戏《龙虎之拳》系列的角色也将客串登场。
另外，本作也将首次引入非SNK原创角色，现实职业足球运动员克里斯蒂亚诺·罗纳尔多以及DJ萨尔瓦多·加纳奇将作为可玩角色出现在本作首发阵容当中。而来自卡普空格斗游戏名作《街头霸王》中的春丽和肯(Ken Masters)也将作为DLC角色客串出场。
角色中文譯名均來自遊戲官網，角色英文名寫法及聲優依照“日文-英文”格式。

### 可選用角色
洛克・霍華德（Rock Howard）　聲：內田雄馬（日語）、格里芬·普阿圖（英語）
特瑞·博加德（Terry Bogard）　聲：近藤隆（日語）、麥可·艾倫·施奈德（英語）
B・珍妮特（B. Jenet）　聲：小松未可子（日語）、安柏·李·康娜丝（英語）
馬可·羅德里格斯（Marco Rodrigues）　聲：松田健一郎（日語）、厄爾·拜倫（英語）
普莉查（Preecha）　聲：安濟知佳（日語）、米亞·佩奇（英語）
雙葉螢（Hotaru Futaba）　聲：石見舞菜香（日語）、杨素汐（英語）
博克斯·瑞巴（Vox Reaper）　聲：豐永利行（日語）、埃里克·蘭塞姆（英語）
獅鷲假面（Griffon Mask，Tizoc）　聲：花田光（日語）、贾伦·K·卡塞尔（英語）
凱文・萊恩（Kevin Rian）　聲：坂田明寬（日語）、喬那·史考特（英語）
比利·凯恩（Billy Kane）　聲：政木正紀（日語）、克里斯·夏普斯（英語）
不知火舞　聲：小清水亞美（日語）、丽贝卡·罗斯（英語）
金東煥（Kim Dong Hwan）　聲：竹內榮治（日語）、傑倫·巴卡特（英語）
牙刀　聲：山口湧允（日語）、科里·易（英語）
卡恩・R・海萊因（Kain R. Heinlein）　聲：中村悠一（日語）、布雷特·卡洛（英語）
克里斯蒂亞諾·羅納度（Cristiano Ronaldo）　聲：水中雅章（日語）、胡安·費利佩·塞拉（英語）
與葡萄牙球星克里斯蒂亞諾·羅納度·多斯桑托斯·阿維羅聯動的角色。
薩爾瓦多·加納奇（Salvatore Ganacci）　聲：田所陽向（日語）、肖恩·奇普洛克（英語）
與瑞典藝術家同時也是本作的音樂製作人薩爾瓦多·加納奇聯動的角色。
北斗丸　聲：榎木淳彌（日語）、殷嘉乐（英語）

### BOSS角色
堕落洛克（Fallen Rock）　聲：內田雄馬（日語）、格里芬·普阿圖（英語）
吉斯·霍華德（Geese Howard）　聲：孔骨桑田（日語）、理查德·埃帕卡（英語）

### DLC追加角色
安迪·博加德（Andy Bogard）　聲：岡本寬志（日語）、基蘭·雷根（英語）
於2025年6月實裝。
肯·馬斯達斯（Ken Masters）　聲：岸祐二（日語）、大衛·馬特蘭加（英語）：
於2025年夏季上線預定，跨界參戰角色，Capcom的街頭霸王系列主角。
東丈　聲：三戶耕三（日語）、凱文·安德魯·裡維拉（英語）
於2025年秋季上線預定。
春麗　聲：折笠富美子（日語）、珍妮弗·特莉妮达（英語）：
於2025年冬季上線預定，跨界參戰角色，Capcom的街頭霸王系列主角。
比格先生　聲：荒井勇樹（日語）、馬克·格勞（英語）
於2026年年初上線預定

## 开发与行销
在2005年举行的“KOF忘年会”上，SNK Playmore的插画师Falcoon提到，由SNK团队为Neo Geo平台开发的餓狼 群狼之證的续作，已完成70%。Falcoon还证实即将出现的新角色之一是《饿狼传说》系列角色东丈的学生。2006年7月，SNK Playmore报告称他们仍在开发续集，并表示将使用现代高分辨率图形，而不是原版游戏中的分辨率质量水平。在2008年3月的一次采访中，SNK Playmore美国分部的开发人员评论说，对该游戏目前没有任何具体的时间节点，他们在计划使用一些新技术制作此款续作。
2016年6月，SNK发布了已取消Neo Geo版本的角色设计和精灵图设计的消息。 SNK总监黒木信幸在2020年2月表示，他个人有意“复兴”《饿狼传说》系列。
在EVO2022期间，SNK透露一款新的《饿狼传说》游戏正在正式开发中。在EVO 2023, SNK正式宣布了其游戏名称为《饿狼传说：群狼之城》，并首次展示了游戏玩法，表明它将是一款2.5D格斗游戏，类似于他们之前发售的格斗游戏作品《侍魂》（2019）和《拳皇XV》（2022 ）。 2024年3月，该游戏正式宣布将于2025年发行。此外，SNK还宣布《群狼之城》将是第一款添加英语配音的《饿狼传说》游戏，这也是自《拳皇XII》（2009）以来SNK再次在旗下游戏中加入英语配音。
该游戏在2025年4月Chris Eubank Jr.和Conor Benn之间的一场拳击比赛中进行了推广；为宣传这场比赛，SNK发布了一段预告片，其中两位拳击手与游戏角色对决，同时还有iShowSpeed和KSI出演。同月发布游戏的动画版宣传预告片；预告片由曾执导《饿狼传说：大电影》 （1994）的大張正己执导，萨尔瓦托雷·加纳奇创作音乐。此外，该游戏还在2025年4月19日于拉斯维加斯举行的WWE的摔角狂熱41活动中进行了推广，当时加纳奇出现在舞台上，为杰伊·乌索与Gunther争夺Raw世界重量级冠军的比赛表演入场曲。

## 评价
| 汇总媒体             | 得分                                  |
| -------------------- | ------------------------------------- |
| Metacritic           | 80/100 (PS5) 79/100 (XSX) 81/100 (PC) |
| OpenCritic（推荐率） | 84%                                   |

| 媒体           | 得分  |
| -------------- | ----- |
| Digital Trends | 3.5/5 |
| Eurogamer      | 4/5   |
| HobbyConsolas  | 85%   |
| IGN            | 8/10  |
| Jeuxvideo.com  | 16/20 |
| MeriStation    | 8/10  |
| 个人电脑杂志   | 4/5   |
| Push Square    | 7/10  |
| Shacknews      | 8/10  |
| TechRadar      | 8/10  |
| Fami通         | 33/40 |

根据Metacritic网站的综评显示，《饿狼传说: 群狼之城》收获了来自各大评论媒体的“普遍好评”。